# Effectifs de la coupe du monde des clubs de beach soccer 2013
Cet article présente les effectifs des clubs lors de la Coupe du monde des clubs de beach soccer 2013.

## Groupe A

### Al-Ahli Club
| Coach : Marcelo Mendes | Coach : Marcelo Mendes |
| ---------------------- | ---------------------- |
| 1. Ahmed Tombaki       | 8. Ali Hassan          |
| 2. Qambar Sadeqi       | 9. Ali Karim           |
| 3. Haitham             | 10. Belchior           |
| 4. Husain              | 11. Adel               |
| 7. Madjer              | 12. Al Jasmi           |

### FC Barcelone
| Coach : Ramiro Amarelle | Coach : Ramiro Amarelle | Coach : Ramiro Amarelle |
| ----------------------- | ----------------------- | ----------------------- |
| 1. Dona                 | 9. Dejan Stankovic      |                         |
| 4. Cristian Torres      | 10. Ramiro Amarelle     |                         |
| 5. Juanma               | 11. Philipp Borer       |                         |
| 6. Nico                 | 12. Jonathan Torohia    |                         |
| 7. Ozu Moreira          | 20. Antonio Mayor       |                         |

### Botafogo
| Coach : Carlos Dreux | Coach : Carlos Dreux | Coach : Carlos Dreux |
| -------------------- | -------------------- | -------------------- |
| 1. Leandro Fanta     | 10. Bernardo Botelho |                      |
| 4. Antonio Bernardo  | 11. Dmais            |                      |
| 6. Alan Cavalcanti   | 12. Phillipe Happ    |                      |
| 7. Sidney            | 14. Frederick Mazzei |                      |
| 8. Vini              | 15. Bernardo Martins |                      |

### Vasco da Gama
| Coach : Leo Braga     | Coach : Leo Braga   | Coach : Leo Braga |
| --------------------- | ------------------- | ----------------- |
| 1. Cesinha            | 7. Bokinha          |                   |
| 2. Bernardo Cogliatti | 8. Mauricinho       |                   |
| 3. Marcelo Bueno      | 10. Jorginho        |                   |
| 4. Betinho            | 11. Buru            |                   |
| 5. Junior Paulo Gil   | 12. Ivan Ostrosvski |                   |

## Groupe B

### SC Corinthians
| Coach : Gilberto Da Costa | Coach : Gilberto Da Costa | Coach : Gilberto Da Costa |
| ------------------------- | ------------------------- | ------------------------- |
| 1. Mão                    | 7. Rafinha                |                           |
| 2. Fernando DDI           | 8. Bruno Xavier           |                           |
| 3. Rui Coimbra            | 9. André                  |                           |
| 4. Anderson Dias Lima     | 10. Bruno Malias          |                           |
| 5. Daniel Nogueira Lima   | 12. Miguel Ángel Estrada  |                           |

### CR Flamengo
| Coach : Rodrigo Stockler | Coach : Rodrigo Stockler | Coach : Rodrigo Stockler |
| ------------------------ | ------------------------ | ------------------------ |
| 1. Willian               | 9. Datinha               |                          |
| 3. Souza                 | 10. Benjamin             |                          |
| 5. Toinho                | 11. Leo                  |                          |
| 6. Digo                  | 12. Giulliano            |                          |
| 8. Eudin                 | 13. Case                 |                          |

### Milan BS
| Coach : Enrico Remperti | Coach : Enrico Remperti | Coach : Enrico Remperti |
| ----------------------- | ----------------------- | ----------------------- |
| 1. Menescardi           | 8. Stéphane François    |                         |
| 4. Catarino             | 9. Abdel Hafez Ahmed    |                         |
| 5. Cataldo              | 10. Gori                |                         |
| 6. Ramacciotti          | 11. Andrezinho          |                         |
| 7. Marinai              | 12. Chiodi              |                         |

### CA Peñarol
| Coach : Francisco Rodriguez | Coach : Francisco Rodriguez | Coach : Francisco Rodriguez |
| --------------------------- | --------------------------- | --------------------------- |
| 1. Diego Montserrat         | 8. Gonza Cazet              |                             |
| 2. Fabricio                 | 9. Ricar                    |                             |
| 3. Martin                   | 10. Matias                  |                             |
| 4. Nico Bella               | 11. Fred                    |                             |
| 7. Ricardo Villalobos       | 12. Felo                    |                             |